# Мэр города Омска
Мэр города Омска — высшее должностное лицо Омска, руководитель администрации города.

## История

### Дореволюционный период
В различные периоды истории города Омска, его возглавляли различные должностные лица. Изначально главою города считался Комендант Омской крепости, но в 1785 году Екатерина II приняла «Грамоту на права и выгоды городам Российской империи» и Омск официально получил статус города. Была избрана общая городская дума и шестигласная дума, был избран первый городской голова, имя которого в истории не сохранилось.
Однако Омск был признан малолюдным, из-за чего в начале XIX века должность городского головы была упразднена. Фактически всё управление на себя взяла Ратуша и генерал-губернатор Капцевича. Управление административно-хозяйственными вопросами было возложено на полицию.
В 1840 году, в Омске была организована первая городская Дума. Думу возглавлял городской голова, который одновременно руководил и Управой. Он также как и гласные городской Думы и Управы избирался общегородской думой на срок 3 года. Первый городским головой был избран купец 3 гильдии — Николай Николаевич Николаев.
После принятия Городового положения 1870 года, городской голова стал избираться Городской Думой. После смерти Александра II и принятия нового Городового положения 1893 года, деятельность городского главы, Думы и управы была подчинена губернскому правлению и губернатору. Фактически городской главы и назначался губернатором по представлению городской Думы.

### Революционный и советский период
После Февральской революции была избрана новая городская Дума и новый городской голова. Однако вскоре она была распущена Омским городским советом рабочих, солдатских и крестьянских депутатов. 8 июня 1918 года городская Дума и должность городского головы была восстановлена, после Чехословацкого мятежа. Город столкнулся с политическим кризисом, городская Дума избрала нового городского голову, которым стал Скороходов, однако тот и последующие избираемые городской думой гласные, отказывались от должности, боясь брать на себя ответственность, даже несмотря на высокий оклад. Из-за этого пришлось провести новые выборы в Думу с имущественным цензом, но с сохранением партийной принадлежности.
В конце 1918 года было принято решение провести новые выборы Думы, которые были назначены на 11 сентября 1919 года, но вскоре были перенесены на 16 ноября. Однако 14 ноября 1919 года пало правление Колчака и решением Советской власти городская дума и пост городского головы упразднялись. Вплоть до проведения выборов в Омский городской совет рабочих, солдатских и крестьянских депутатов функции органа местного самоуправления на себя взял революционный комитет.
После проведения выборов в Омский городской совет РСК депутатов, председателем его исполкома и одновременно председателем губернского исполкома был назначен Константин Андреевич Попов. Из-за гражданской войны и частных кадровых перестановок в советском правительстве часто менялись тогда и главы города.
Официально при советской власти главой города являлся Председатель омского городского совета, который также был одновременно председателем его исполнительного комитета. Последним председателем омского горисполкома стал Геннадий Андреевич Павлов.

### Нынешний период
В 1991 году должность председателя Омского горисполкома была заменена на должность главы администрации Омска, на которую Омский городской совет назначил Юрия Шойхета. В 1994 году Шойхет был отправлен в отставку из-за частых конфликтов городской и областной власти, на его место был назначен Валерий Рощупкин, который на выборах в 1995 году стал первым избранным мэром Омска.
В 2000 году Рощупкин покинул пост в связи с назначением заместителем председателя Государственного комитета Российской Федерации по строительству и жилищно-коммунальному комплексу, на его место был назначен Евгений Белов, который в 2001 году победил на выборах мэра. В 2005 году Белова сменил Виктор Шрейдер, который стал первым мэром Омска, дважды побеждавшим на выборах.
В 2011 году Шрейдер покинул пост мэра в связи с избранием депутатом Госдумы, а на его место в 2012 году был избран председатель Омского городского совета Вячеслав Двораковский. В 2017 году Двораковский покинул пост. Мэр должен был быть назначен Омским городским советом, однако на эту должность не оказалось желающих, и пришлось проводить выборы повторно. 8 декабря 2017 года мэром стала Оксана Фадина — ставленница губернатора Александра Буркова, до этого момента региональный министр экономики. В 2021 году она стала депутатом Государственной думы. В декабре 2021 года Омский городской совет назначил мэром директора «Омскводоканала» Сергея Шелеста.

## Обязанности
В обязанности мэра входит:
- осуществление организации работы мэрии Омска;
- определение структуры мэрии и согласование с муниципалитетом Омска;
- определение функций и полномочий структурных подразделений мэрии;
- принятие решения о городском референдуме;
- представление мэрии с органами местного самоуправления других муниципальных образований, органами государственной власти, гражданами и организациями;
- осуществление регистрации уставов территориального общественного самоуправления;
- организация приёма граждан, рассмотрений заявлений, предложений и жалоб граждан, принятие по ним решений;
- внесение на рассмотрение муниципалитета Омска проект бюджета города;
- принятие решения о подготовке и утверждение проекта генерального плана города;
- осуществление представлений к награждению наградами города и присуждению почетных званий города;

## Список глав
| №       | ФИО                              | Годы жизни                       | Годы управления                   | Награды | Примечания |
| ------- | -------------------------------- | -------------------------------- | --------------------------------- | --- | --- |
| № 1     | Шойхет Юрий Яковлевич            | родился 5 апреля 1950            | ноябрь 1991 — 28 января 1994      | | Российский предприниматель, политик. |
| № 2     | Рощупкин Валерий Павлович        | родился 5 марта 1945             | 1994—2000                         | - Орден Почёта - Медаль «За трудовую доблесть» - Медаль «Ветеран труда» - Заслуженный работник жилищно-коммунального хозяйства Российской Федерации - Благодарность Президента Российской Федерации - Почётная грамота Правительства Российской Федерации - Национальная премия «Серебряный лучник» за заслуги по связям с общественностью - Всероссийский конкурс — диплом и звание «Лучший Мэр России» - Почётный гражданин г. Ленска - Почётный работник леса - Знак отличия Республики Саха (Якутия) «Гражданская доблесть» | В 2004—2008 годах — руководитель Федерального агентства лесного хозяйства. |
| № 3     | Белов Евгений Иванович           | родился 15 апреля 1945           | 18 марта 2001—2004                | - Заслуженный энергетик Российской Федерации - Орден Преподобного Сергия Радонежского | Российский государственный и политический деятель. |
| № 4     | Шрейдер Виктор Филиппович        | родился 23 февраля 1952          | 27 марта 2005 — 21 декабря 2011   | Кандидат политических наук (2000), доктор политических наук (2006). Профессор Российской академии естественных наук. Награждён медалью ордена «За заслуги перед Отечеством» II степени (1995), орденом Почёта (2006), знаком «Почётный работник жилищно-коммунального хозяйства России» (2003). В 2010 году Виктор Шрейдер стал победителем в конкурсе, который организовало Правительство Российской Федерации в номинации «Лучший глава муниципального образования».                                                          | Российский государственный и политический деятель, депутат Государственной думы VI созыва от «Единой России», член комитета ГД по федеративному устройству и вопросам местного самоуправления.                                                                          |
| Вр. И.О | Вижевитова Татьяна Анатольевна   | 18 марта 1963 — 19 сентября 2020 | 14 марта 2011 — 17 июня 2012      | | Заместитель председателя правительства Омской области |
| № 5     | Двораковский Вячеслав Викторович | родился 14 августа 1949          | 17 июня 2012 — 12 июля 2017       | | |
| Вр. И.О | Фролов Сергей Петрович           | родился 20 марта 1961            | 20 июля 2017 — 8 декабря 2017     | Мастер спорта СССР по мотоциклетному спорту. Кандидат экономических наук. | Заместитель председателя правительства Омской области. |
| № 6     | Фадина Оксана Николаевна         | родилась 3 июля 1976             | 8 декабря 2017 — 29 сентября 2021 | | Российский государственный деятель, бывший министр экономики Омской области. Первый мэр Омска, избранный не на всеобщих выборах, а на заседании городского совета. |
| Вр. И.О | Фомин Евгений Викторович         | родился 16 февраля 1983          | 30 сентября 2021- 12 января 2022  | | Первый заместитель мэра Омска, директор департамента городского хозяйства. |
| № 7     | Шелест Сергей Николаевич         | родился 18 июля 1969             | с 12 января 2022 года             | | Занимал посты генерального директора «Сибэнергосервиса» (2012—2013), заместителя министра строительства и жилищно-коммунального комплекса Омской области (2013—2014), генерального директора ОАО «ОмскВодоканал» (с 2014). В 2015 году стал кандидатом технических наук |

## Галерея

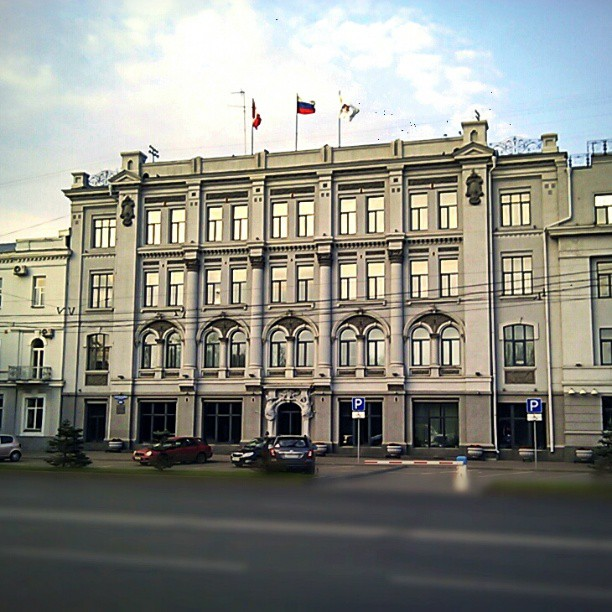
Администрация
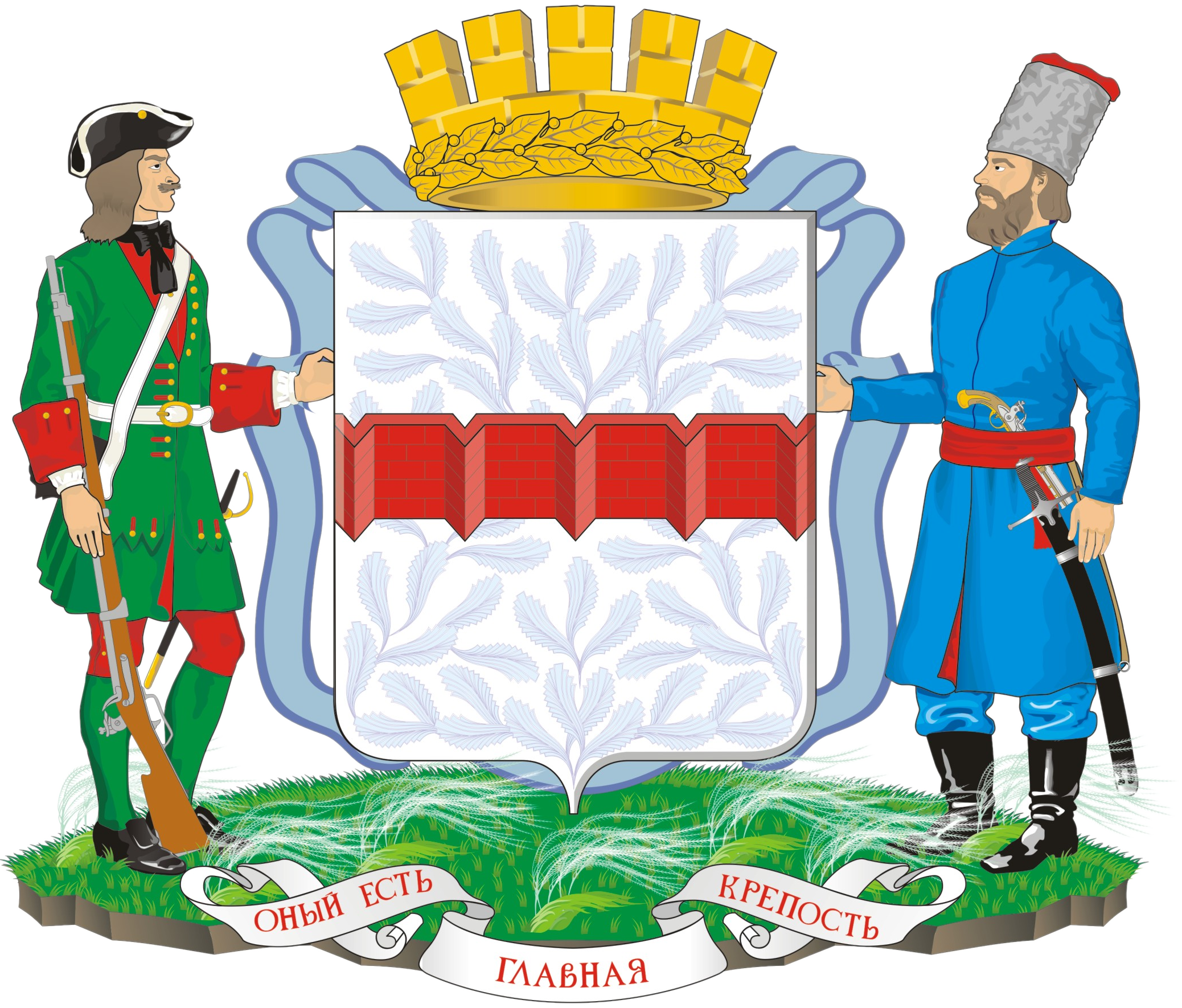
Герб Омска
Флаг Омска